# Jeanne-Hippolyte Devismes
Pour les articles homonymes, voir Devismes.
Jeanne-Hippolyte Devismes, née Jeanne-Hippolyte Moyroud le 4 janvier 1770 à Lyon et morte le 12 janvier 1836 à Caudebec-en-Caux, est une compositrice française.  

## Biographie
Jeanne-Hippolyte Devismes nait à Lyon en 1770 d'Aimé Moyroud, « secrétaire du roy », et de Jeanne-Victoire-Hippolyte Genève. Elle a étudié le piano avec Daniel Steibelt (il lui a dédicacé sa sonate pour violon et piano  op. 4,) et s'est mariée avec le directeur de l'Académie royale de musique, Anne-Pierre-Jacques Devismes du Valgay,.
Elle meurt le 12 janvier 1836 à Caudebec-en-Caux.

## Œuvres
Ses seules œuvres connues sont une chanson, La Dame Jacinthe (incluse dans le recueil de 1823 La Grétry des dames) et un opéra, Praxitèle, qui a été présenté pour la première fois à l'Opéra de Paris le 24 juillet 1800. L'œuvre a été un succès et s'est déroulée sur 16 représentations. La partition de cet opéra n'a pas survécu entièrement.